# العلاقات البولندية الكندية
العلاقات البولندية الكندية هي العلاقات الثنائية التي تجمع بين بولندا وكندا.

## مقارنة بين البلدين
هذه مقارنة عامة ومرجعية للدولتين:
| وجه المقارنة                                              | بولندا                                                                             | كندا                     |
| --------------------------------------------------------- | ---------------------------------------------------------------------------------- | ------------------------ |
| المساحة (كم2)                                             | 312.68 ألف                                                                         | 9.98 مليون               |
| عدد السكان (نسمة)                                         | 38.43 مليون                                                                        | 35.70 مليون              |
| الكثافة السكانية (ن./كم²)                                 | 122.91                                                                             | 3.58                     |
| العاصمة                                                   | وارسو                                                                              | أوتاوا                   |
| اللغة الرسمية                                             | اللغة البولندية                                                                    | لغة إنجليزية، لغة فرنسية |
| العملة                                                    | زلوتي بولندي                                                                       | دولار كندي               |
| الناتج المحلي الإجمالي (بليون دولار)                      | 524.51 مليار                                                                       | 1.65 تريليون             |
| الناتج المحلي الإجمالي (تعادل القوة الشرائية) بليون دولار | 1.02 تريليون                                                                       | 1.59 تريليون             |
| الناتج المحلي الإجمالي الاسمي للفرد دولار أمريكي          | 12.55 ألف                                                                          | 43.25 ألف                |
| الناتج المحلي الإجمالي للفرد دولار أمريكي                 | 26.14 ألف                                                                          | 45.07 ألف                |
| مؤشر التنمية البشرية                                      | 0.843                                                                              | 0.913                    |
| رمز المكالمات الدولي                                      | +48                                                                                | +1                       |
| رمز الإنترنت                                              | .pl                                                                                | .ca                      |
| المنطقة الزمنية                                           | توقيت وسط أوروبا، ت ع م+01:00، ت ع م+02:00، أوروبا/وارسو ‏، توقيت وسط أوروبا الصيفي |                          |

## مدن متوأمة
في ما يلي قائمة باتفاقيات التوأمة بين مدن بولندية وكندية:
- ترتبط وارسو مع تورونتو باتفاقية توأمة منذ 1989.
- ترتبط لوبلين مع وندسور باتفاقية توأمة منذ 1992.[13][13]

## منظمات دولية مشتركة
يشترك البلدان في عضوية مجموعة من المنظمات الدولية، منها:
| علم المنظمة | اسم المنظمة                        | تاريخ انضمام بولندا | تاريخ انضمام كندا |
| ----------- | ---------------------------------- | ------------------- | ----------------- |
|             | المنظمة الهيدروغرافية الدولية      | ?                   | ?                 |
|             | منظمة الشرطة الجنائية الدولية      | ?                   | ?                 |
|             | الاتحاد البريدي العالمي            | 1 مايو 1919         | ?                 |
|             | مركز تنسيق الحركة في أوروبا ‏       | ?                   | ?                 |
|             | حلف شمال الأطلسي                   | 12 مارس 1999        | 4 أبريل 1949      |
|             | منظمة التجارة العالمية             | 1 يوليو 1995        | ?                 |
|             | منظمة التعاون الاقتصادي والتنمية   | 22 نوفمبر 1996      | ?                 |
|             | الفريق المعني برصد الأرض           | ?                   | ?                 |
|             | مجموعة الموردين النوويين           | ?                   | ?                 |
|             | مؤسسة التنمية الدولية              | 28 أكتوبر 1960      | 24 سبتمبر 1960    |
|             | اتفاقية السماوات المفتوحة          | ?                   | ?                 |
|             | منظمة الأمن والتعاون في أوروبا     | 25 يونيو 1973       | 25 يونيو 1973     |
|             | الوكالة الدولية للطاقة             | 25 سبتمبر 2008      | ?                 |
|             | مؤسسة التمويل الدولية              | 29 ديسمبر 1987      | 20 يوليو 1956     |
|             | منظمة حظر الأسلحة الكيميائية       | ?                   | ?                 |
|             | الأمم المتحدة                      | 24 أكتوبر 1945      | 9 نوفمبر 1945     |
|             | الاتحاد الدولي للاتصالات           | 1921                | 1 يوليو 1908      |
|             | البنك الدولي للإنشاء والتعمير      | 27 يونيو 1986       | 27 ديسمبر 1945    |
|             | مجموعة أستراليا                    | 1994                | 1985              |
|             | وكالة ضمان الاستثمار متعدد الأطراف | 29 يونيو 1990       | 12 أبريل 1988     |
|             | نظام تحكم تكنولوجيا القذائف        | 1998                | 1987              |
|             | يونسكو                             | 6 نوفمبر 1946       | 4 نوفمبر 1946     |

## أعلام
هذه قائمة لبعض الشخصيات التي تربطها علاقات بالبلدين:
- ألبرت باندورا (4 ديسمبر 1925[24] – )
- ألكسندرا فوزنياك (لاعبة كرة مضرب كندية، 7 سبتمبر 1987 – )
- أوجوست أميس (ممثلة إباحية كندية، 23 أغسطس 1994[25] – 5 ديسمبر 2017)
- بروك ليسنر (مصارع محترف «البطل الكوني»، 12 يوليو 1977 – )
- تاتيانا ماسلاني (ممثلة كندية، 22 سبتمبر 1985 – )
- تريش ستراتس (18 ديسمبر 1975 – )
- جاك زوستاك (9 نوفمبر 1952[26] – )
- جون كاندي (31 أكتوبر 1950[27][28][29] – 4 مارس 1994[27][28][29])
- ديفون ساوا (ممثل كندي، 7 سبتمبر 1978[30] – )
- غريغ روزيدسكي (لاعب كرة مضرب من المملكة المتحدة، 6 سبتمبر 1973 – )
- ليزا راي (ممثلة كندية، 4 أبريل 1972 – )

## معرض صور

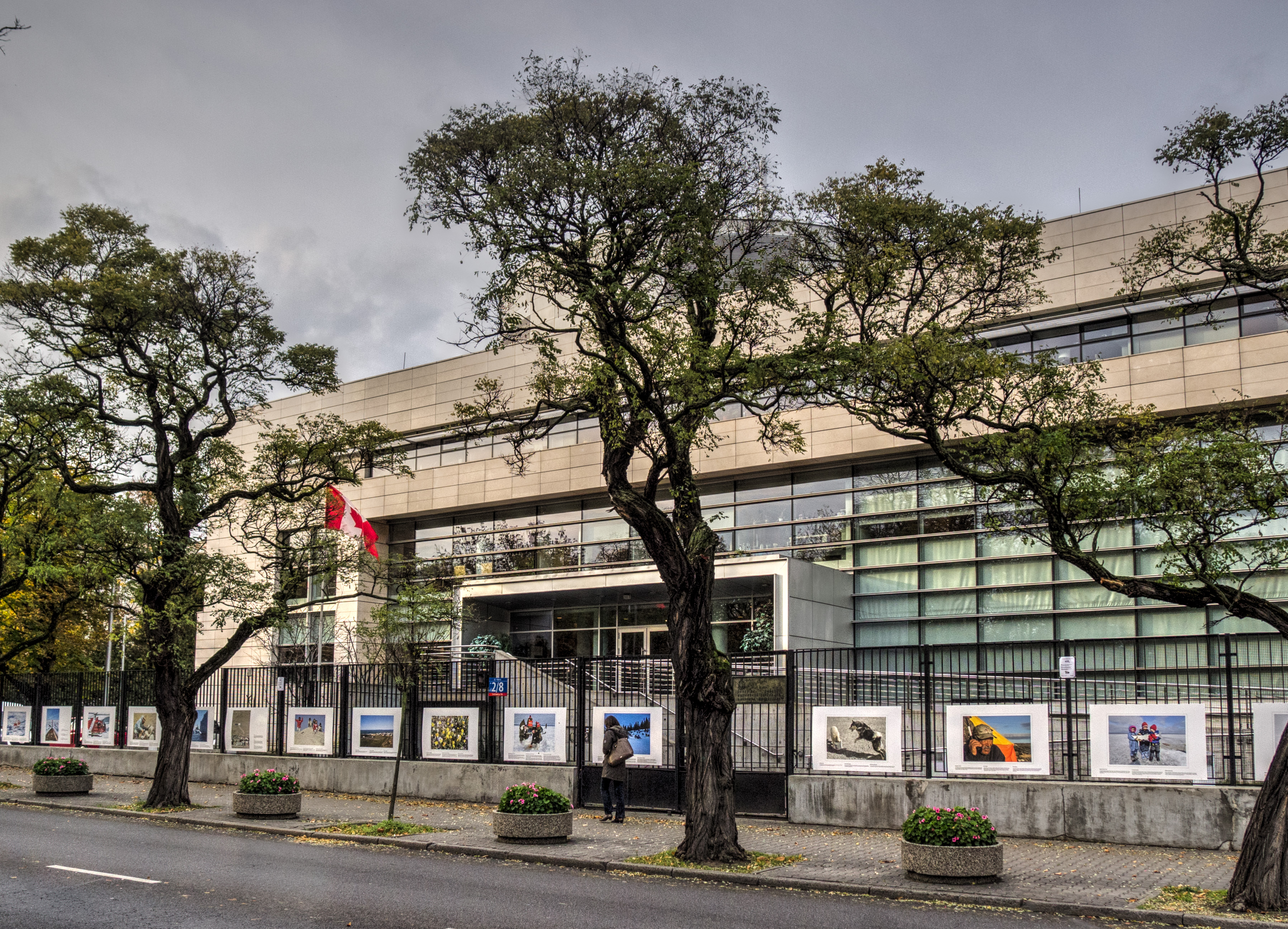
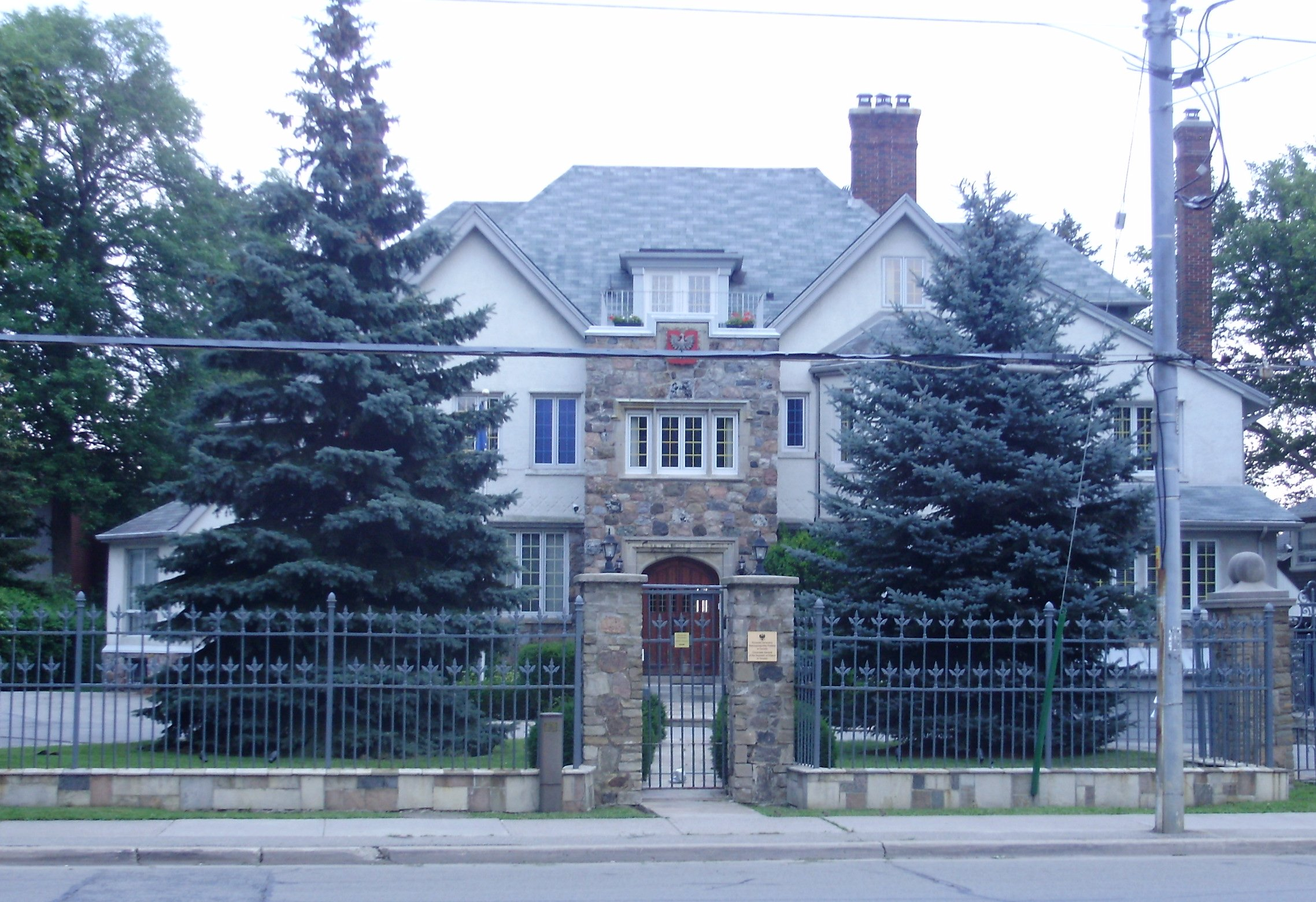
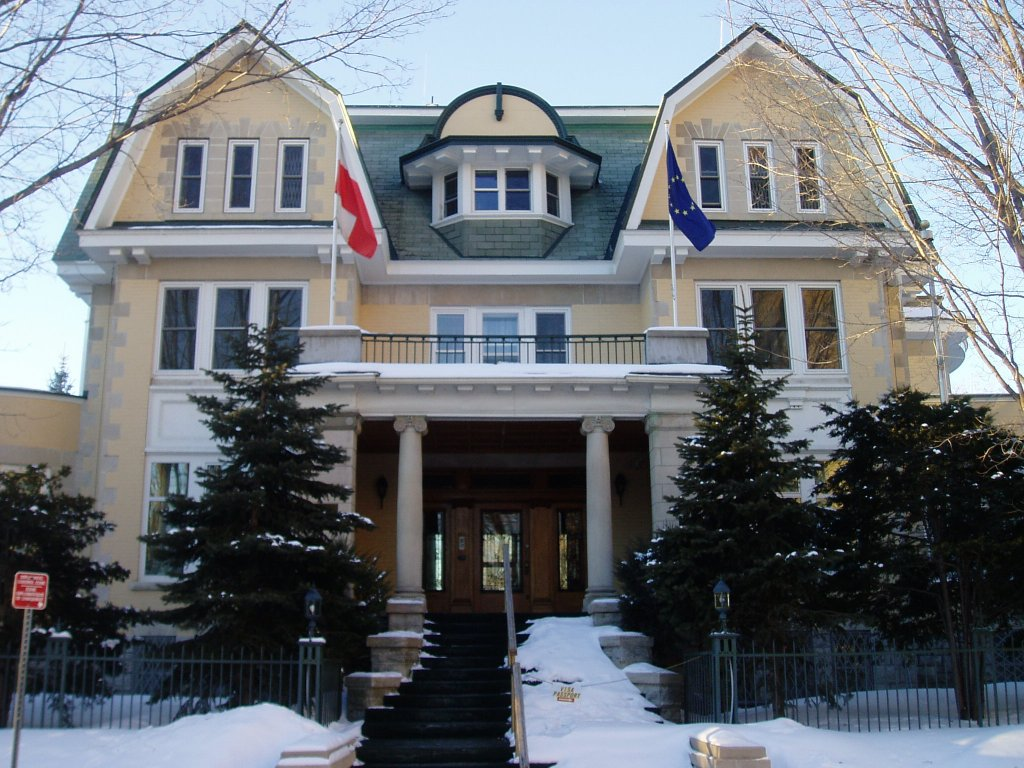

## وصلات خارجية
- موقع وزارة الخارجية البولندية
- موقع وزارة الخارجية الكندية